# Rueil-Malmaison
Rueil-Malmaison (wymowaⓘ) – miejscowość i gmina we Francji, w regionie Île-de-France, w departamencie Hauts-de-Seine.
Według danych na rok 2012 gminę zamieszkiwało 79 563 osób, a gęstość zaludnienia wynosiła 5 412 osób/km². Wśród 1287 gmin regionu Île-de-France Rueil-Malmaison plasuje się na 176. miejscu pod względem powierzchni.

## Zabytki i miejsca turystyczne
W Rueil-Malmaison znajduje się były zamek Józefiny de Beauarnais cesarzowej Francji, nazwany Zamkiem w Malmaison (fr. Château de Malmaison). Zameczek wraz z przylegającym do niego terenem został zakupiony i odnowiony przez Józefinę w 1799 roku i zamieszkała tam ona wraz ze swoim mężem Napoleonem Bonaparte przyszłym cesarzem Francji. Teren całej posiadłości Józefiny osiągnął 726 hektarów w momencie jej śmierci w 1814 roku. Dzisiaj w byłym Zamku w Malmaison znajduje się francuskie Muzeum Napoleońskie udostępnione do zwiedzania. 

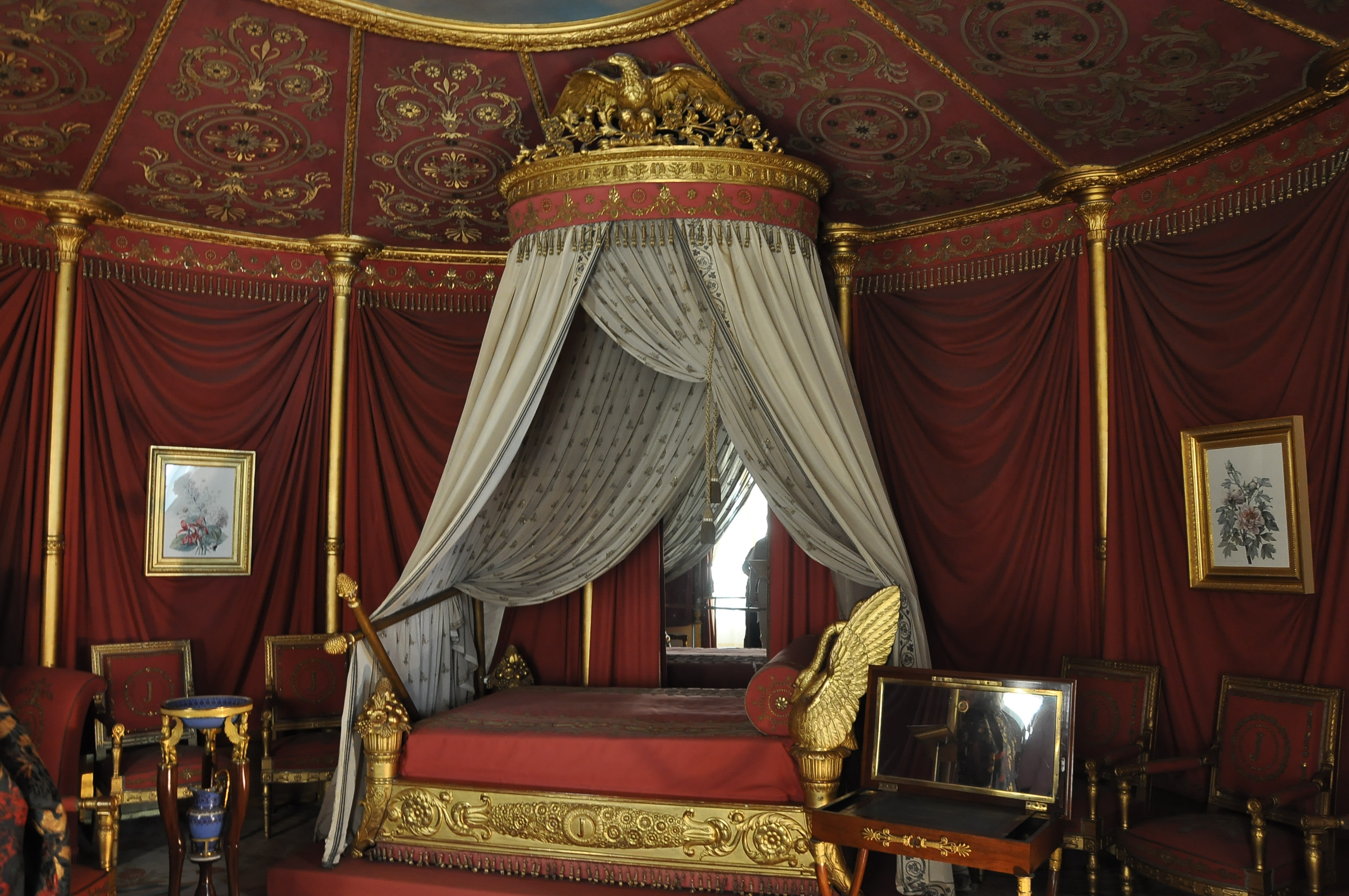
Sypialnia Józefiny i Napoleona
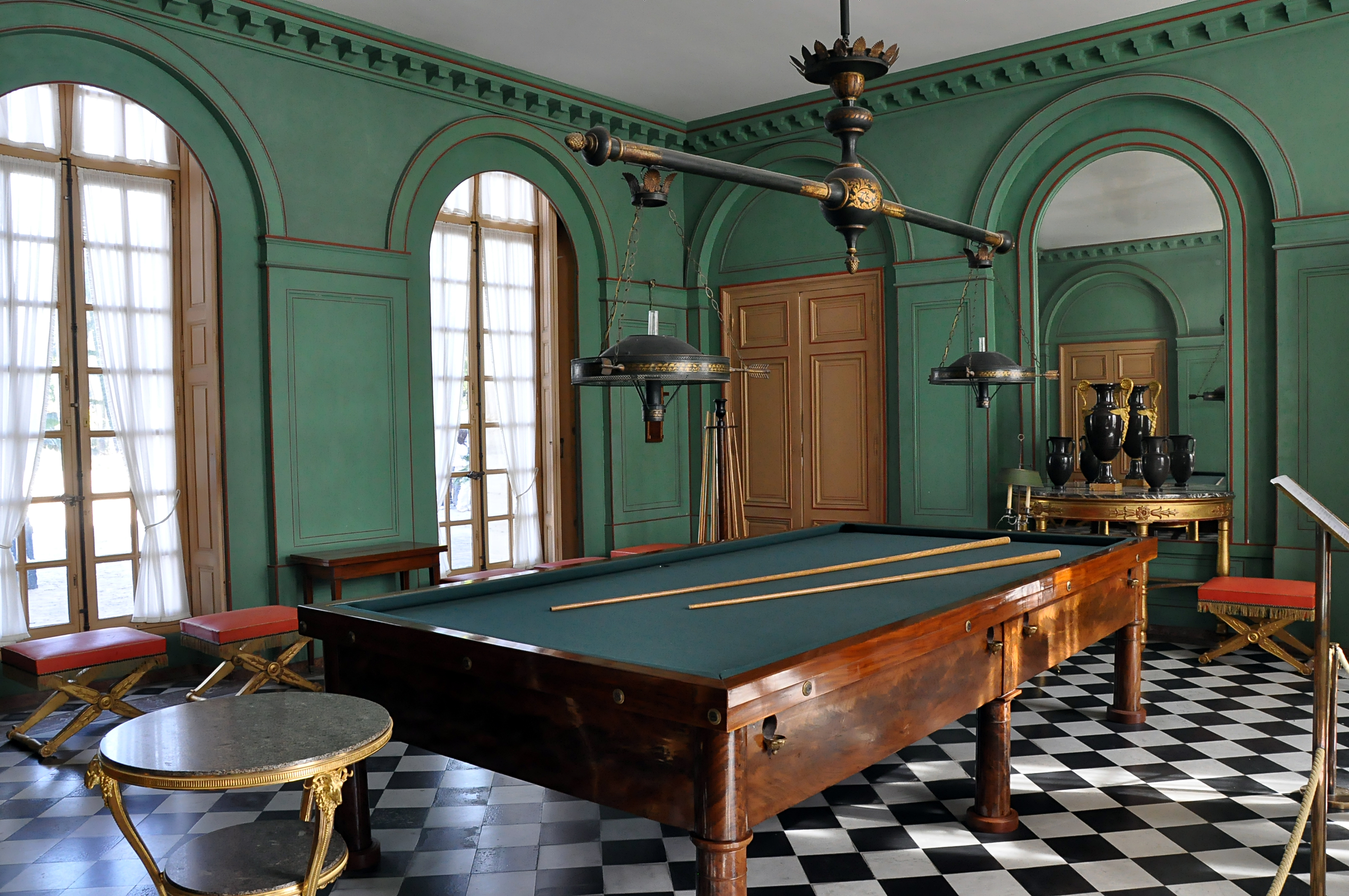
Sala gier
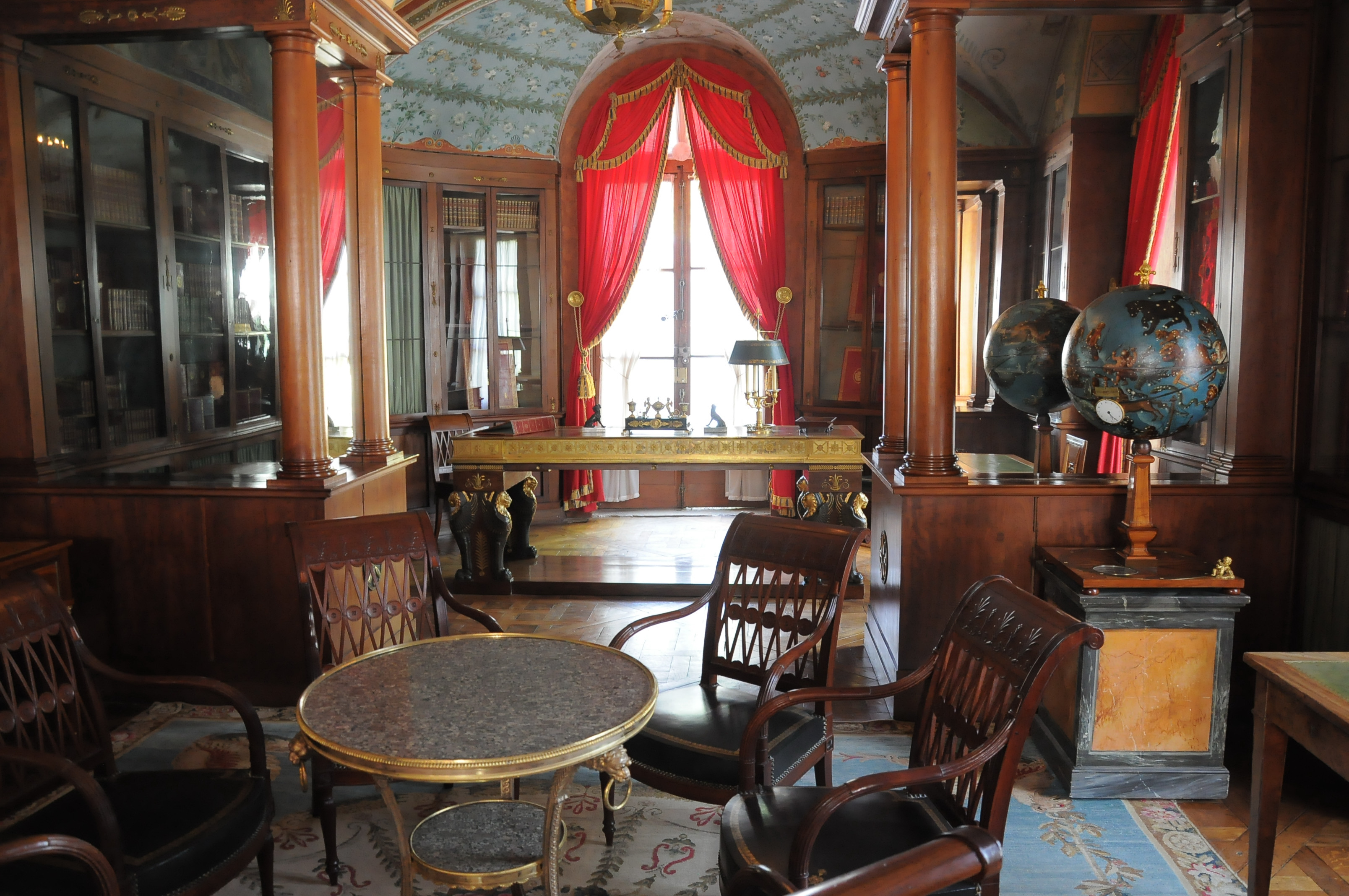
Biblioteka Napoleona
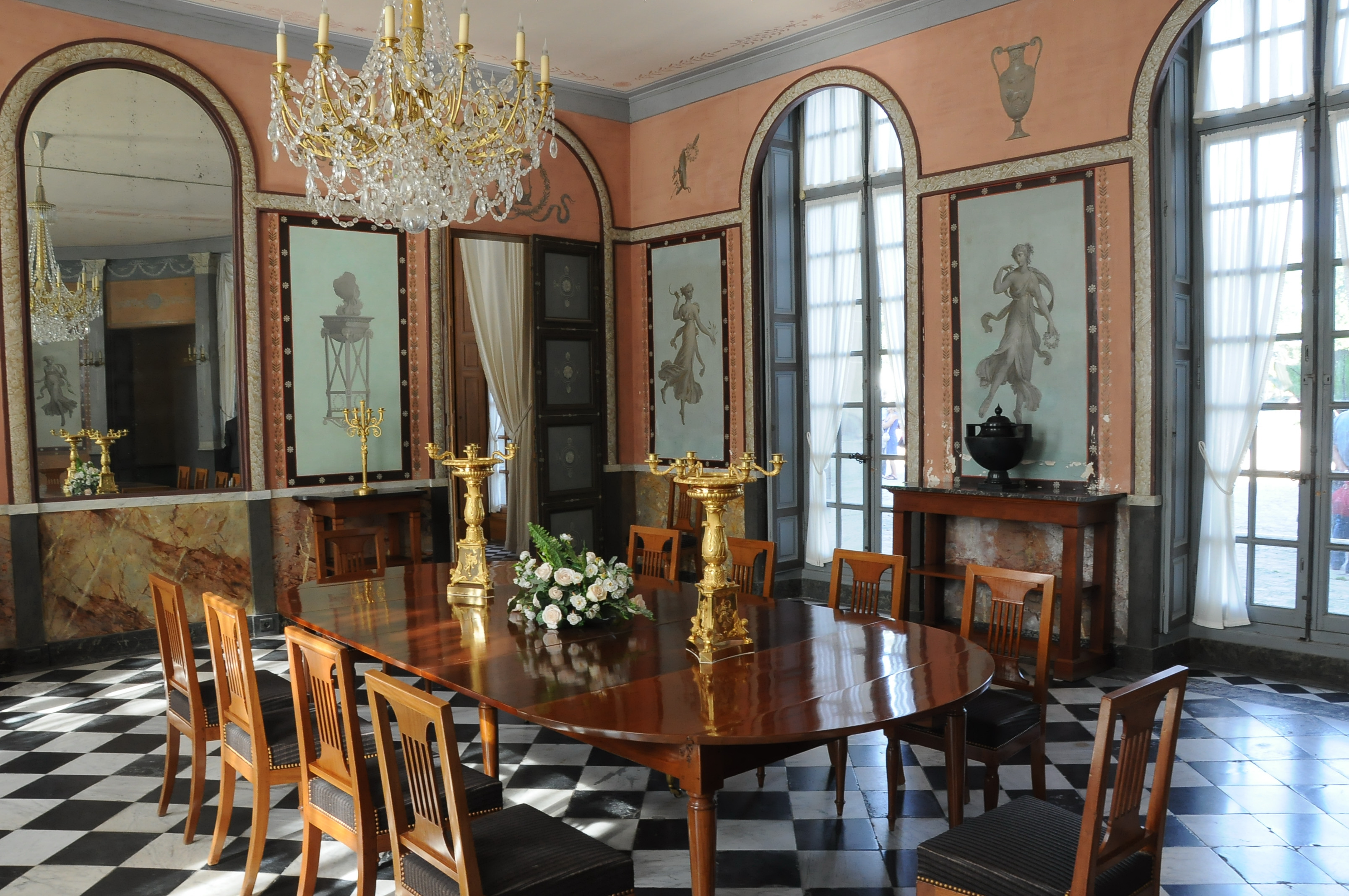
Jadalnia

Józefina została pochowana w innym miejskim zabytku, jakim jest kościół śś. Apostołów Piotra i Pawła. Pierwotnie gotycki, w XVII wieku przyjął barokową formę. Fasada kościoła została zaprojektowana przez Jacquesa Lemerciera. W tym kościele pochowana jest również córka Józefiny, Hortensja de Beauharnais, królowa Holandii.

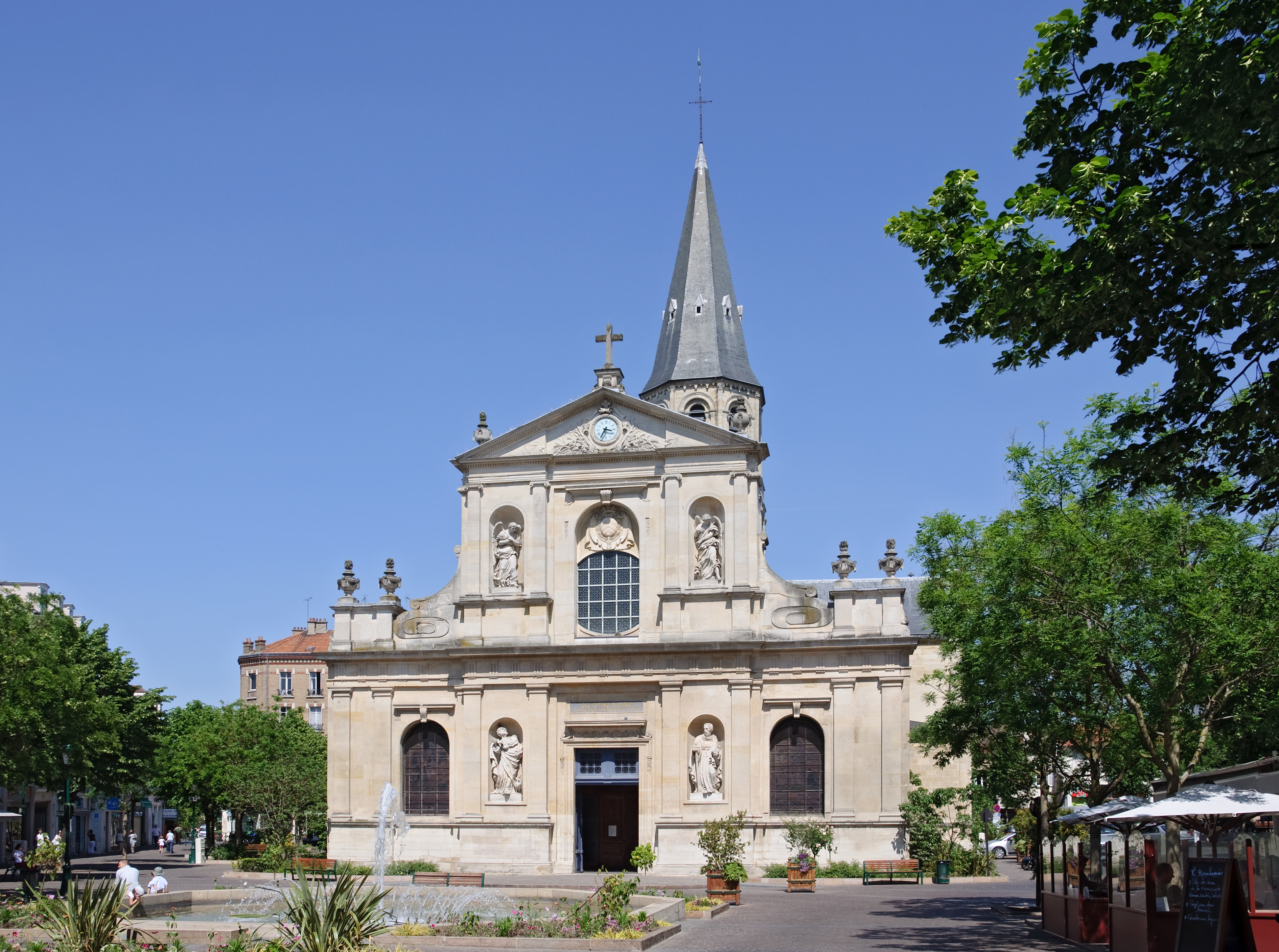
Fasada kościoła śś. Apostołów Piotra i Pawła

## Miasta partnerskie
- Ávila, Hiszpania
- Fryburg, Szwajcaria
- Lynchburg, Stany Zjednoczone
- Elmbridge, Wielka Brytania
- Siergijew Posad, Rosja
- Timișoara, Rumunia
- Jełgawa, Łotwa
- Zouk Mikael, Liban
- Tōgane, Japonia
- Bad Soden am Taunus, Niemcy
- Kitzbühel, Austria
- Kirjat Malachi, Izrael
- Bardau, Tunezja
- Dubrownik, Chorwacja
- Buchara, Uzbekistan